# Distretto di Smoljan
Il distretto di Smoljan (in bulgaro Област Смолян?) è uno dei 28 distretti della Bulgaria.

## Comuni
Il distretto è diviso in 10 comuni:
| Comune    | Bulgaro   | Pop.   |
| --------- | --------- | ------ |
| Banite    | Баните    | 5.668  |
| Borino    | Борино    | 4.339  |
| Čepelare  | Чепеларе  | 8.158  |
| Devin     | Девин     | 14.569 |
| Dospat    | Доспат    | 10.175 |
| Madan     | Мадан     | 13.729 |
| Nedelino  | Неделино  | 8.135  |
| Rudozem   | Рудозем   | 11.151 |
| Smoljan   | Смолян    | 45.626 |
| Zlatograd | Златоград | 14.067 |